# Vadsø
Vadsø (északi számi nyelven Čáhcesuolu, finnül: Verisaari) város és község Norvégia Nord-Norge földrajzi régiójában, a Varanger-félsziget déli részén. Finnmark megye közigazgatási központja.

## Földrajz
Vadsø a nagy norvég községek közé tartozik, területe 1258 km². Népessége azonban alacsony, mindössze 6062 (2008. január 1-jén).
A Varanger-félsziget déli fele, ahol Vadsø fekszik, védettebb az északinál, ezért növényzete is gazdagabb: jobbára nyírfák borítják.
A Varanger-fjord partján elterülő község madárvilága (főleg bizonyos partszakaszokon, mint Store Ekkerøy) nemzetközi hírű

## Történelem
Nevének óészaki változata Vatnsøy. Összetett szó, előtagj a vatn („víz”) genitivusa, az øy utótag jelentése „sziget”. Az összetett szó azt jelentette: „sziget ivóvízzel”.
A 16. században a település még nem volt több, mint egy halászfalu egy templommal Vadsøya szigetén. Később a település a kontinensre húzódott. 1833-ban városi jogot kapott és hamarosan telepesek is érkeztek a közeli Finnországból, illetve Svédország akkor éhínség sújtotta északi részéből. Olyan sok volt a bevándorló, hogy évtizedekre a finn vált a domináns nyelvvé. Még ma is vannak családok, akik beszélik a finnt.
A második világháború idején Vadsøt számos szovjet légitámadás érte. Ennek ellenére a városközpont közelében számos 19. századi faház maradt fenn jó állapotban, ami Finnmark megyében ritka. Ilyen például a norvég Esbensen és a finn Tuomainen ház.
Vadsøya szigetén látható egy léghajó árbóc, amelyet Umberto Nobile és Roald Amundsen használt az 1926-os északi-sarkiexpedíció során a Norge léghajón, illetve 1928-ban még egyszer Nobile Italia léghajóján.
Vadsø, mint község 1838. január 1-jén jött létre (lásd: formannskapsdistrikt). Az akkori jogszabály szerint a városokról közigazgatásilag le kellett választani a vidéki területeket, Vadsø esetében azonban az alacsony lélekszám miatt erre nem volt lehetőség. (Lásd még: Hammerfest és Vardø. Végül három lépcsőben mégis leválasztottak területeket Vadsøről: 1846-ban vált el Nesseby, 1858-ban Sør-Varanger és 1894-ben Nord-Varanger. Utóbbit azonban 1964-ben visszaolvasztották Vadsøbe.
A község címere 1976-ból ered, rénszarvasfejet ábrázol.

## Közlekedés
Vadsønek repülőtere van, illetve kikötője (Hurtigruten hajóút).

## Testvérvárosok
| - - Holstebro, Dánia - - Karkkila, Finnország - - Kemijärvi, Finnország - - Murmanszk, Oroszország - - Oxelösund, Svédország |

## Külső hivatkozások
- A község honlapja (norvégül) Archiválva 2021. február 16-i dátummal a Wayback Machine-ben
- Varanger.com - turistainformáció a Varanger-régióról (angolul)
- Sprett.net - helyi portál (norvégül)
- Skandináv testvérvárosok listája(norvégül)